# Loxocarpus
Loxocarpus é um género botânico pertencente à família Gesneriaceae.

## Espécies
São 19 espéies:
Loxocarpus alata Loxocarpus angustifolia Loxocarpus argenteus
Loxocarpus caerulea Loxocarpus caulescens Loxocarpus conicapsularis
Loxocarpus holttumi Loxocarpus incana Loxocarpus longipetiolatus
Loxocarpus meijeri Loxocarpus minimus Loxocarpus papillosus
Loxocarpus petiolaris Loxocarpus repens Loxocarpus rufescens
Loxocarpus semitorta Loxocarpus sericeus Loxocarpus stapfii
Loxocarpus verbeniflos